# Почесні громадяни Харківської області
Список почесних громадян Харківської області

## Список
| Почесний громадянин                                     | Рік присудження |
| ------------------------------------------------------- | --------------- |
| Вишневська Марина Костянтинівна                         | 2006            |
| Масельський Олександр Степанович                        | 2006            |
| Мисниченко Владислав Петрович                           | 2006            |
| Митрополит Харківський і Богодухівський Владика Никодим | 2006            |
| Ярославський Олександр Владиленович                     | 2006            |
| Кушнарьов Євген Петрович                                | 2007            |
| Марченко Володимир Олександрович                        | 2007            |
| Остапчук Віктор Миколайович                             | 2007            |
| Остащенко Сергій Михайлович                             | 2007            |
| Твердохліб Катерина Гнатівна                            | 2007            |
| Анцупов Євген Михайлович                                | 2008            |
| Ахметов Ринат Леонідович                                | 2008            |
| Котляревський Алексій Іванович                          | 2008            |
| Поярков Юрій Михайлович                                 | 2008            |
| Суркіс Григорій Михайлович                              | 2008            |
| Бугаєць Анатолій Олександрович                          | 2009            |
| Ковтун Віктор Іванович                                  | 2009            |
| Корж Микола Олександрович                               | 2009            |
| Садовничий Віктор Антонович                             | 2009            |
| Тягло Володимир Миколайович                             | 2009            |
| Бакланов Олег Дмитрович                                 | 2010            |
| Головко Валерій Олексійович                             | 2010            |
| Калантай Іван Федорович                                 | 2010            |
| Піліграм Сергій Сергійович                              | 2010            |
| Філатова Людмила Станіславівна                          | 2010            |
| Гулий Іван Михайлович                                   | 2011            |
| Гурбанов Сейфаддин Алі огли                             | 2011            |
| Євель Сергій Михайлович                                 | 2011            |
| Колногузенко Борис Миколайович                          | 2011            |
| Тронько Петро Тимофійович                               | 2011            |
| Дьомін Олег Олексійович                                 | 2012            |
| Русанов Олександр Григорович                            | 2012            |
| Тітов Микола Ілліч                                      | 2012            |
| Хвисюк Микола Іванович                                  | 2012            |
| Шрамко Юрій Меркурійович                                | 2012            |
| Біловол Тетяна Володимирівна                            | 2013            |
| Колесніков Олександр Олександрович                      | 2013            |
| Литвиненко Леонід Миколайович                           | 2013            |
| Олешко Олена Петрівна                                   | 2013            |
| Ракитянська Валентина Дмитрівна                         | 2013            |
| Ключка Микола Олександрович                             | 2014            |
| Пономарьова Галина Федорівна                            | 2014            |
| Тацій Василь Якович                                     | 2014            |
| Толубко Володимир Борисович                             | 2014            |
| Шкодовський Юрій Михайлович                             | 2014            |
| Глянь Іван Данилович                                    | 2015            |
| Логвиненко Олексій Степанович                           | 2015            |
| Макарчук Юрій Анатолійович                              | 2015            |
| Сидоренко Олександр Леонідович                          | 2015            |
| Саїдова Світлана Бурханівна                             | 2015            |
| Біловол Олександр Миколайович                           | 2016            |
| Бойко Валерій Володимирович                             | 2016            |
| Бондаренко Богдан Вікторович                            | 2016            |
| Гречаніна Олена Яківна                                  | 2016            |
| Крипак Максим Сергійович                                | 2016            |
| Бєлова Людмила Олександрівна                            | 2017            |
| Гетьман Анатолій Павлович                               | 2017            |
| Лісовий Володимир Миколайович                           | 2017            |
| Попов Віктор Васильович                                 | 2017            |
| Суботін Віктор Георгійович                              | 2017            |
| Вахно Микола Іванович                                   | 2018            |
| Зайцев Олексій Борисович                                | 2018            |
| Лук'яненко Віталій Володимирович                        | 2018            |
| Райнін Ігор Львович                                     | 2018            |
| Шишкова Оксана Валеріївна                               | 2018            |
| Битяг Юрій Прокопович                                   | 2019            |
| Єфремова Ірина Олексіївна                               | 2019            |
| Пазій Іван Пилипович                                    | 2019            |
| Святаш Володимир Миколайович                            | 2019            |
| Янко Юрій Володимирович                                 | 2019            |